# Lian Yu
Lian Yu (Hanzi : 廉隅 ; Pinyin : Lián Yú ; Wade-Giles : Lien Yü ; né en 1886) est un diplomate, homme politique, magistrat et juriste de la République de Chine (1912-1949). Il a joué un rôle politique important à l'époque du Gouvernement réformé de la République de Chine (1938-1940) et du Gouvernement national réorganisé de la République de Chine de Wang Jingwei (1940-1945). Il avait également pour nom d'artiste Liqing (励清). Il était né à Wuxi, dans le Jiangsu. Les circonstances de sa mort ne sont pas connues.

## Biographie
Lian Yu a obtenu un Bachelor of Laws à l'Université impériale de Kyoto. De retour en Chine, il a obtenu un poste au Ministère des affaires étrangères du Gouvernement de Beiyang. En janvier 1913 il a été nommé président de la Haute cour du Zhejiang, poste dont il a démissionné en novembre. En mars suivant il a été nommé Président de la Haute cour du Zhili, où il est resté jusqu'en septembre 1920. Il a été rapidement transféré à la Haute cour du Henan, mais en a démissionné le mois suivant. Il est ensuite devenu juriste à Tianjin.
En avril 1938, il a été nomme vice-ministre des affaires étrangères du Gouvernement réformé de la République de Chine, mais il en a démissionné en juin. En février 1939, le Ministre des affaires étrangères Chen Lu (陳籙) a été assassiné par des agents du Gouvernement nationaliste et Lian Yu a exercé quatre mois comme ministre en exercice. En août, il a été nommé Ministre du commerce (Xia Qifeng (en) lui a succédé à la tête du ministère des affaires étrangères).
En mars 1940, à la création du Gouvernement national réorganisé de la République de Chine, Lian Yu a été nommé législateur (membre du Yuan législatif). À la fin de la même année, il a été le premier ambassadeur au Mandchoukouo. Il a été rappelé en février 1943 (il a été remplacé par Chen Jicheng (陳濟成) pour être nommé Ambassadeur auprès du ministère. En mai 1945, il a été le dernier ambassadeur du régime au Japon.
Le sort de Lian Yu est inconnu après l'effondrement du Gouvernement national réformé en août 1945.